# Orco Feglino
Orco Feglino (en lígur: Orco Fëin) és un comune (municipi) a la Província de Savona a la regió italiana de Ligúria, situat a uns 50 quilòmetres al sud-oest de Gènova i uns 30 quilòmetres al sud-oest de Savona a la vall alta del torrent d'Aquila. Es compon dels dos pobles d'Orco i Feglino. A 31 de desembre de 2017 la població era de 890 habitants.
Orco Feglino limita amb els següents municipis: Calice Ligure, Finale Ligure, Mallare, Quiliano i Vezzi Portio.

## Història
Les dues localitats eren part del Marquesat de Montferrat al segle x, i l'any 1091 van passar a ser propietat de Bonifaci del Vasto i, des de 1142, de la familia Del Carretto, que va construir un castell a Orco. Al segle xvi va ser adquirida per Espanya, a la qual va pertànyer fins a 1713, quan va passar sota la República de Gènova. Posteriorment va ser part del Regne de Sardenya i d'Itàlia.

## Llocs d'interès
- Restes del castell d'Orco
- Església de San Lorenzino (segles xii-xiv), amb frescos dels segles xv i xvi. El campanar, amb dues ordres de finestres coronelles, és del segle xiv.
- Església barroca de San Lorenzo, al veïnat de Feglino.

## Ciutats agermanades
Orco Feglino està agermanada amb:
- Le Crestet, França